# Steve Wynn (Musiker)

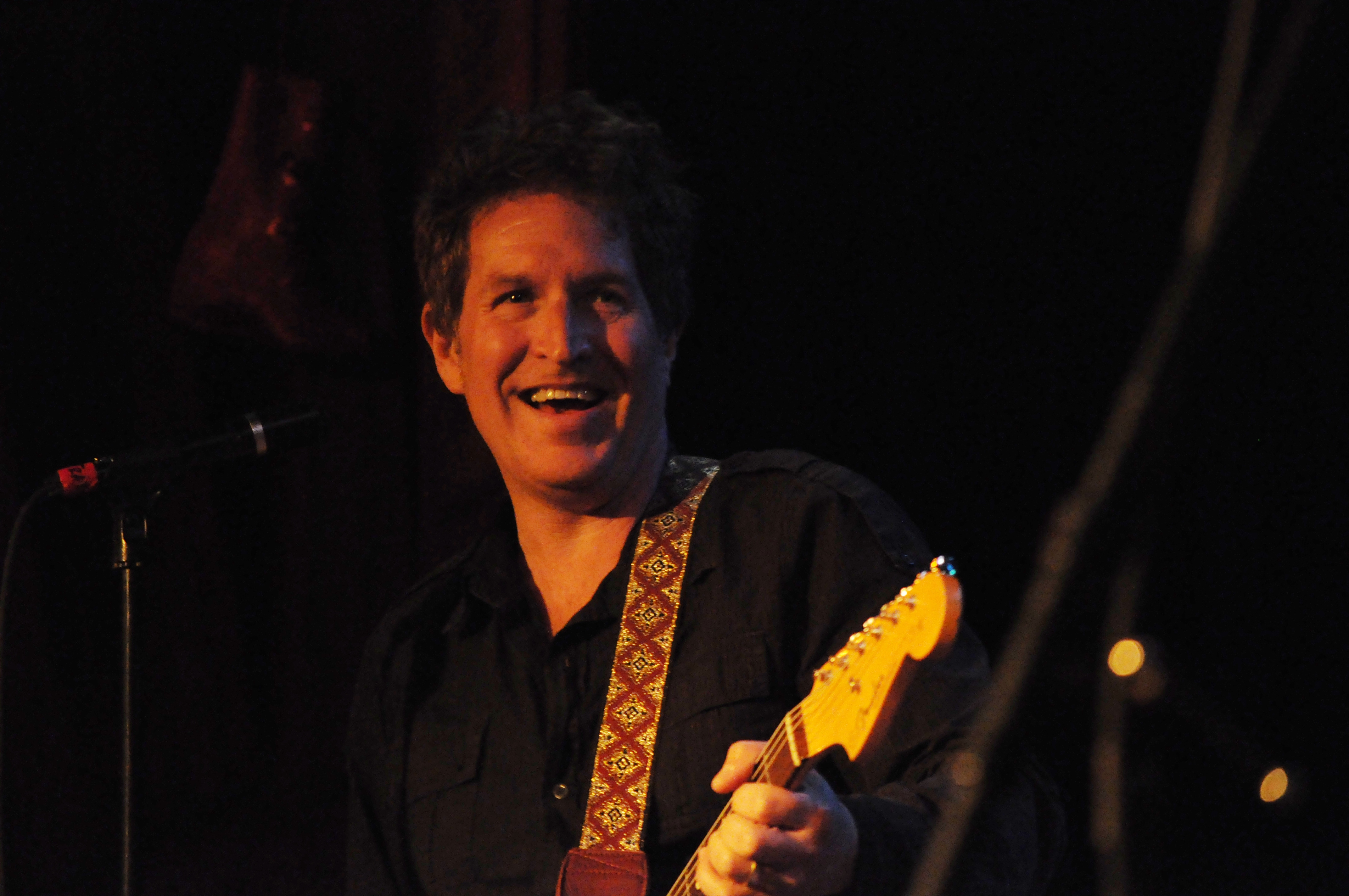
Steve Wynn 2011

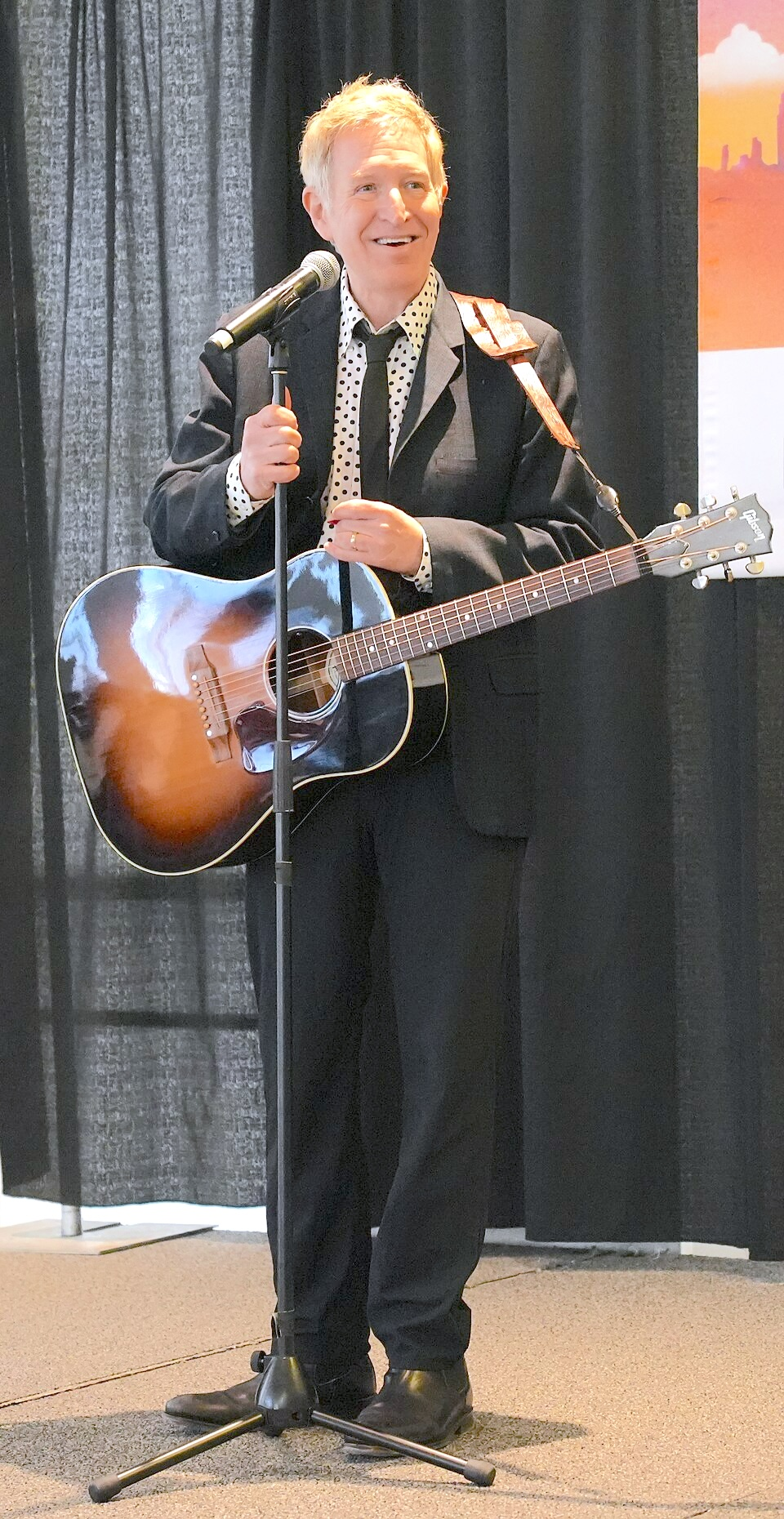
Steve Wynn 2025

Steve Wynn (* 21. Februar 1960 in Los Angeles, Kalifornien) ist ein US-amerikanischer Singer-Songwriter, Gitarrist, Komponist und Texter. Er ist zurzeit in New York ansässig. Wynn war Sänger, Gitarrist und Hauptkomponist der Band Dream Syndicate von 1981 bis 1989. 1990 begann er eine Solo-Karriere.

## Karriere
Bevor er Dream Syndicate gründete, spielte Wynn in der Band The Suspects aus Davis, Kalifornien. Zu deren Mitgliedern gehörten Sängerin Kendra Smith, Russ Tolman und Gavin Blair. 1979 erschien ihre erste Single It's Up to You. Zwei Jahre später erschien unter dem Namen 15 Minutes eine selbst veröffentlichte weitere Single Last Chance for You.
The Dream Syndicate waren kommerziell nie sonderlich erfolgreich. Die Band ging mit U2 und REM als Vorgruppe auf Tournee, konnte aber das Massenpublikum nicht für sich gewinnen.
Seit 1990 hat Wynn zahlreiche Alben veröffentlicht, die verschiedene musikalische Stile abdecken. Er experimentiert gerne mit neuen Entwicklungen und lädt sich Gastmusiker ins Studio ein, versucht dabei aber seine musikalische Identität zu wahren. Auf seinem ersten Soloalbum, Kerosene Man, spielten als Sidemen Fernando Saunders am E-Bass, D.J. Bonebrake am Schlagzeug, Howe Gelb und Steve Berlin am Saxophon. Peter Buck von R.E.M. spielte auf dem Nachfolger, Dazzling Display, und schrieb den Titelsong mit. Melting in the Dark von 1996 wurde mit der Bostoner Band Come eingespielt.
Wichtig für ihn ist die weitgehende Unabhängigkeit von Plattenlabels. Wer Vorschüsse entgegennehme, liefere sich dem Diktat des Labels aus, glaubt er. Er finanziert deshalb seine Alben vor und sucht mit den fertigen Bändern ein veröffentlichungsbereites Label. Here Come the Miracles (2001) war sein bisher bestverkauftes Solo-Album.
1985 schrieb Wynn eine Sammlung von Songs gemeinsam mit Dan Stuart von Green on Red, sie wurden unter dem Namen Danny and Dusty aufgenommen und veröffentlicht. In den 1990er Jahren war er Teil der so genannten Independent-Supergruppe Gutterball gemeinsam mit Stephen McCarthy von The Long Ryders sowie Brian Harvey und Johnny Hott von House of Freaks.
2004 veröffentlichte Blue Rose ein Tributealbum namens From a Man of Mysteries: A Steve Wynn Tribute. Steve-Wynn-Songs wurden hier von Künstlern wie Concrete Blonde, The Silos, Chuck Prophet, Minus 5, Chris Eckman von den Walkabouts, Rich Hopkins & Luminarios, Chris Cacavas, The Transmissionary Six, Willard Grant Conspiracy und anderen gecovert.

## Diskografie

### Dream Syndicate
- 1982: The Dream Syndicate (EP, Down There Records)
- 1982: The Days of Wine and Roses (Rough Trade Records)
- 1984: Medicine Show (A&M Records)
- 1984: This Is Not the New Dream Syndicate Album......Live! (Live-Album, A&M Records)
- 1986: Out of the Grey (Big Time Records)
- 1988: Ghost Stories (Virgin Records)
- 1989: Live at Raji's (Virgin Records)
- 1993: 3 1/2; The Lost Tapes 1985–1988 (Normal Records)
- 1995: The Day Before Wine and Roses (Normal Records)

### Danny & Dusty
- 1984: The Lost Weekend (A&M Records)
- 2007: Cast Iron Soul (Blue Rose Records)
- 2007: Here's To You Max Morlock (live in Nuremberg) (Blue Rose Records)

(Danny ist Dan Stuart von Green on Red, Dusty ist Steve Wynn, unterstützt von Kollegen von The Long Ryders, Dream Syndicate, Green on Red)

### Solo
- 1990: Kerosene Man
- 1992: Dazzling Display
- 1994: Fluorescent
- 1994: Take Your Flunky and Dangle
- 1995: Melting in the Dark (Zero Hour)
- 1997: Sweetness and Light (Blue Rose Records)
- 1997: The Suitcase Sessions
- 1999: My Midnight
- 2001: Here Come the Miracles
- 2001: The Emusic Singles Collection
- 2001: Momento (Australian Blonde featuring Steve Wynn, Astro Discos)
- 2002: Pick of the Litter
- 2004: Riding Shotgun
- 2005: What I did after my Band broke up
- 2007: Smack Dab
- 2008: Crossing Dragon Bridge
- 2009: Live in Brussels (with the Dragon Bridge Orchestra)
- 2024: Make It Right

### Gutterball
- 1993: Gutterball (Enemy Records)
- 1995: Weasel (Enemy Records)
- 1995: Turnyor Hedinkov (Return to Sender)

### Steve Wynn & The Miracle 3
- 2003: Static Transmission
- 2005: ...tick...tick...tick
- 2006: Live tick (Doppel-CD + DVD)
- 2010: Northern Aggression

### Tribute
- 2004: From a Man of Mysteries: A Steve Wynn Tribute